# Godley (Illinois)
Pour les articles homonymes, voir Godley.
Godley est un village des comtés de Grundy et Will dans l'Illinois, aux États-Unis,. Il est incorporé le 3 mai 1888.

## Démographie
Lors du recensement de 2010, le village comptait une population de 601 habitants. Elle est estimée, en 2016, à 695 habitants.

## Source de la traduction
- (en) Cet article est partiellement ou en totalité issu de l’article de Wikipédia en anglais intitulé « Godley, Illinois » (voir la liste des auteurs).